# 14789 GAISH
جي أي آي أس إتش (ويعرف أيضًا باسم 14789 جي أي آي أس إتش وفق تسمية الكوكب الصغير) (بالإنجليزية: GAISH)‏ هو كويكب ضمن حزام الكويكبات؛ وترتيبه 14789 من حيث الاكتشاف.
اكتُشف هذا الجُرم الفلكي بواسطة Lyudmila Chernykh ‏ في 8 أكتوبر 1969، وأُطلق عليه هذا الاسم نسبةً إلى Sternberg Astronomical Institute ‏.

## وصلات خارجية
- 14789 GAISH في قاعدة بيانات مختبر الدفع النفاث لأجرام النظام الشمسي الصغيرة

- الاكتشاف · مخطط المدار ·  العناصر المدارية · المعلمات المادية

- 14789 GAISH على موقع ويكي سكاي: DSS2, SDSS, GALEX, IRAS, Hydrogen α, X-Ray, Astrophoto, Sky Map, Articles and images